# Онзем
Онзем (фр. Anzême) насеље је и општина у централној Француској у региону Лимузен, у департману Крез која припада префектури Гере.
По подацима из 2011. године у општини је живело 553 становника, а густина насељености је износила 18,75 становника/km². Општина се простире на површини од 29,50 km². Налази се на средњој надморској висини од 325 метара (максималној 441 m, а минималној 254 m).

## Демографија
| 1962. | 1968. | 1975. | 1982. | 1990. | 1999. | 2011. |
| ----- | ----- | ----- | ----- | ----- | ----- | ----- |
| 606   | 707   | 601   | 508   | 519   | 535   | 553   |

График промене броја становника у току последњих година